# Фалероне
Фалероне (итал. Falerone) —  коммуна в Италии, располагается в регионе Марке, в провинции Фермо.
Население составляет 3442 человека (2008 г.), плотность населения составляет 138 чел./км². Занимает площадь 25 км². Почтовый индекс — 63022. Телефонный код — 0734.
Покровителем коммуны почитается святой Фортунат из Тоди, празднование 1 июня.

## Демография
Динамика населения:

## Администрация коммуны
- Официальный сайт: http://www.comunefalerone.it